# システムX
『システムX』（System X）は、アメリカ合衆国のヘヴィメタル・バンド、インペリテリが2002年に発表したスタジオ・アルバム。フル・レングスのスタジオ・アルバムとしては7作目に当たり、『スタンド・イン・ライン』（1988年）でボーカルを担当したグラハム・ボネットが再加入した。

## 解説
「ユナイテッド・ウィ・スタンド」は本作の中で最後に作られた曲で、2001年9月11日のアメリカ同時多発テロ事件を題材としている。クリス・インペリテリは「エンド・オブ・ザ・ワールド」のギター・ソロについて「スタイルの違う複数のギタリストが一つの曲でプレイしているかのようなものにした」と説明しており、自分本来のスタイルに加えてポール・ギルバートやイングヴェイ・マルムスティーンのスタイルも意識的に取り入れたという。
本作が日本でリリースされた後、バンドは新たにSPV/Steamhammerとの契約を得て、2002年10月14日に本作のヨーロッパ盤がリリースされた。
なお、グラハム・ボネットは後にアルカトラスを再編した際、本作でも共演したグレン・ソーベルをメンバーに迎え入れている。

## 収録曲
1. 3. 10.はクリス・インペリテリ作詞・作曲。その他の楽曲は作詞：グラハム・ボネット／作曲：クリス・インペリテリ。
1. ユナイテッド・ウィ・スタンド - "United We Stand" - 3:03
2. パーフェクト・クライム - "Perfect Crime" - 4:22
3. エンド・オブ・ザ・ワールド - "End of the World" - 5:03
4. シーズ・ア・ナイトタイム・ラヴァー - "She's a Nighttime Lover" - 4:29
5. スロー・キル - "Slow Kill" - 4:56
6. ホワイ・ドゥ・ゼイ・ドゥ・ザット - "Why Do They Do That" - 3:53
7. ロックン・ロール・ヒーローズ - "Rock & Roll Heroes" - 4:38
8. ガッタ・ゲット・ホーム - "Gotta Get Home" - 3:19
9. ホワット・カインド・オブ・サニティ - "What Kind of Sanity" - 3:25
10. フォーリング・イン・ラヴ・ウィズ・ア・ストレンジャー - "Falling in Love with a Stranger" - 3:34

## 参加ミュージシャン
- クリス・インペリテリ - ギター
- グラハム・ボネット - ボーカル
- エドワード・ハリス・ロス - キーボード
- ジェイムス・アメリオ・プーリ - ベース
- グレン・ソーベル - ドラムス